# Wandermönch
Wandermönche sind eine aus verschiedenen Religionen bekannte Form des Mönchtums. Sie sind sowohl aus dem frühen Christentum (peregrinatio propter Deum/Christum) als auch dem Buddhismus und dem Hinduismus bekannt.
Vom Wandermönch zu unterscheiden sind Missionare oder Wanderprediger, deren Ortswechsel eher der Verbreitung der Ideen der eigenen Glaubensrichtung als der Askese dienen.

## Im Christentum
Von Anfang an wurde im Mönchtum die Standortfrage diskutiert. Es gab Mönche, die die Askese in der Heimatlosigkeit suchten und rastlos umherzogen, während andere das freie Umherziehen als unwürdig ablehnten und die Ortsgebundenheit (Stabilitas loci) gelobten.
Für die Keltische Kirche war Heimatlosigkeit (peregrinatio) ein wesentlicher Faktor ihrer Askese, der die gesamte Geschichte Europas beeinflusste: viele europäische Länder wurden durch irische Wandermönche christianisiert. Die Askese bestand darin, dass man sich der Vorsehung Gottes anvertraute und auf die Sicherheit sozialer Bindungen verzichtete. Nach dem Vorbild Christi und seiner zwölf Apostel begab man sich auf Wanderschaft. So zog Columban der Jüngere, angetrieben vom Ideal der Peregrination, in das Gebiet des heutigen Frankreichs.
Im Katholizismus hingegen wurde das freie Umherschweifen der Wandermönche als der „Unmoral Vorschub leistend“ betrachtet und schon bald nicht mehr praktiziert. Später wurde den Mönchen das Verlassen ihrer Klöster untersagt, so etwa auf der Synode von Agde im Jahr 507. Die Benediktinerregel kritisiert wandernde Mönche wie Sarabaiten und Gyrovagen ganz deutlich:

„10. Die vierte Art der Mönche sind die sogenannten Gyrovagen. Ihr Leben lang ziehen sie landauf landab und lassen sich für drei oder vier Tage in verschiedenen Klöstern beherbergen.
11. Immer unterwegs, nie beständig, sind sie Sklaven der Launen ihres Eigenwillens und der Gelüste ihres Gaumens.“

## Im Hinduismus

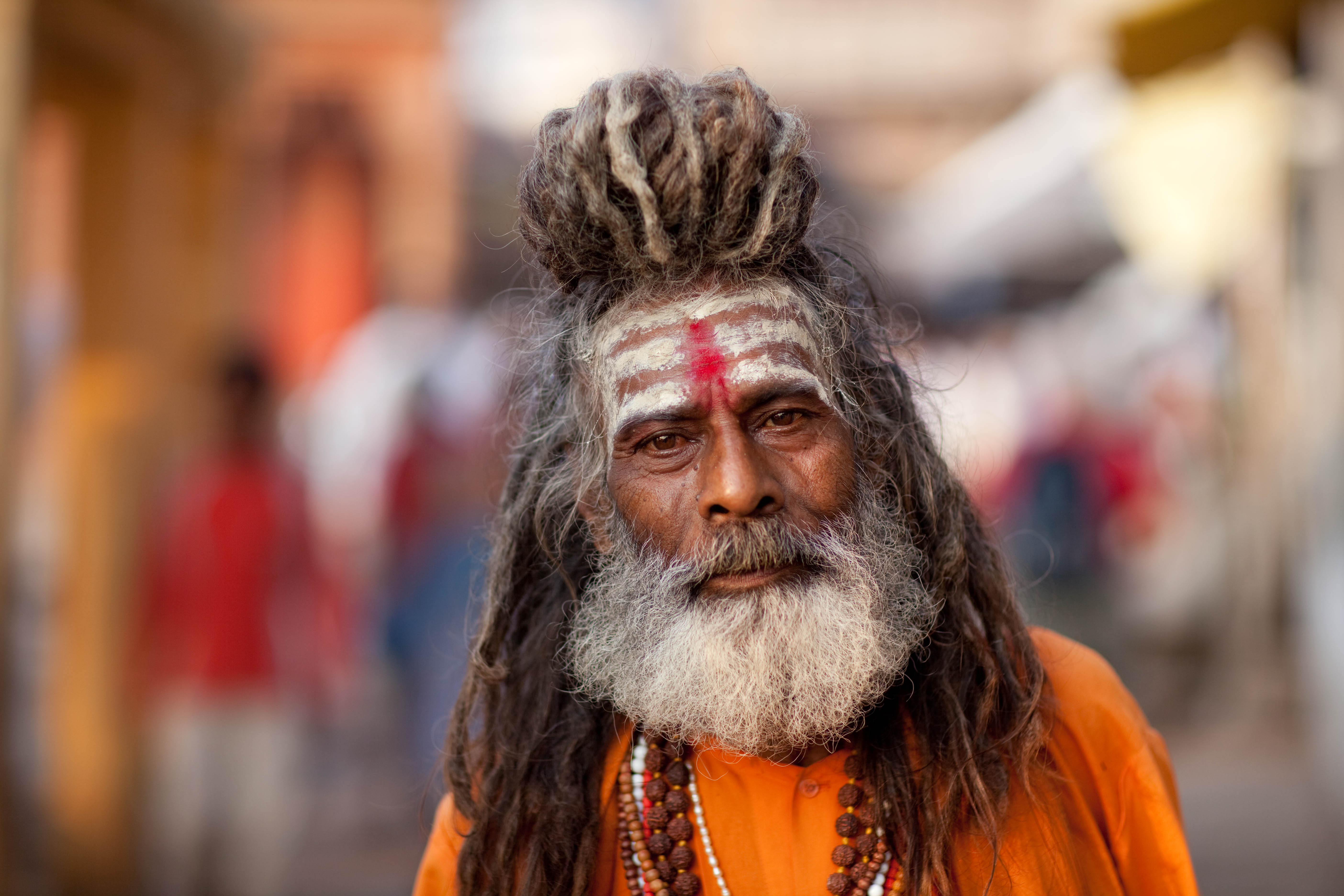
Sadhu in Varanasi

Schon um 1200 vor unserer Zeitrechnung erwähnte die Rigveda im Buch X den keshi, einen schweigenden Asketen, der ungekämmt und unbekleidet ist. Dieser Asket „ist zu Hause von Meer zu Meer, von Osten bis Westen“. Diese frühen Mönche waren also überall zu Hause und daher ohne festen Wohnsitz.
Im Hinduismus sind die umherziehenden Mönche auch heute an der Tagesordnung, die sich nirgendwo länger aufhalten dürfen, um keine sozialen Kontakte anknüpfen zu können. Diese Wandermönche, die Sadhus, haben auch einige Christen zu einem solchen Wanderleben inspiriert.

## Bekannte Wandermönche

### Im Christentum
- Brendan der Reisende
- Columban von Iona
- Columban von Luxeuil
- Erhard von Regensburg
- Emmeram von Regensburg
- Gallus (Heiliger)
- Korbinian
- Pirminius
- Rupert von Salzburg
- Totnan
- Kolonat (Heiliger)
- Koloman (Heiliger)
- Fridolin von Säckingen
- Johannes Moschos
- Kilian (Heiliger)
- Dominikus von Sora

### Im Buddhismus
- Claude AnShin Thomas